# رانسفورد يبواه كونيجسدورفر
رانسفورد يبواه كونيجسدورفر (مواليد 13 سبتمبر 2001) هو لاعب كرة قدم غاني يلعب في مركز المهاجم في نادي هامبورغ.

## روابط خارجية
- رانسفورد يبواه كونيجسدورفر على موقع قاعدة بيانات كرة القدم.إي يو (الإنجليزية)
- رانسفورد يبواه كونيجسدورفر على موقع ناشيونال فوتبول تيمز (الإنجليزية)
- رانسفورد يبواه كونيجسدورفر على موقع Soccerway.com (الإنجليزية)
- رانسفورد يبواه كونيجسدورفر على موقع عالم كرة القدم.نت (الإنجليزية)